# جان آر. هاج
ژنرال جان رید هاج (انگلیسی: John Reed Hodge؛ ۱۲ ژوئن ۱۸۹۳ – ۱۲ نوامبر ۱۹۶۳) یکی از افسران نیروی زمینی ایالات متحده آمریکا بود. از سال ۱۹۴۵ تا ۱۹۴۸، هاج فرماندهی عملیات بلک‌لیست چهل را به عهده داشت و به عنوان فرماندار نظامی آمریکا در کره جنوبی خدمت می‌کرد.

## اوایل زندگی و حرفه
هاج در گلکوندا، ایالت ایلینوی متولد شد و در کالج تربیت معلم جنوبی ایلینوی و دانشگاه ایلینوی تحصیل کرد. پس از گذراندن دوره آموزشی افسران در مدرسه افسری نیروی زمینی ایالات متحده در فورت شریدان، در سال ۱۹۱۷ مستقیماً به عنوان ستوان دوم پیاده‌نظام به ارتش ملحق شد. او در جنگ جهانی اول در فرانسه و لوکزامبورگ خدمت کرد.
هاج پس از پایان جنگ جهانی اول در ارتش ماند و از سال ۱۹۲۱ تا ۱۹۲۵ در دانشگاه ایالتی می‌سی‌سی‌پی به تدریس علوم نظامی پرداخت. او در سال ۱۹۲۶ از مدرسه پیاده‌نظام فارغ‌التحصیل شد. بعد از مدتی خدمت در هاوایی، تحصیلاتش را در مدرسه فرماندهی و ستاد ارتش ادامه داد و در سال ۱۹۳۴ از آن‌جا فارغ‌التحصیل شد. سپس دوره‌های آموزشی خود را در کالج جنگ ارتش و مدرسه تاکتیک‌های نیروی هوایی نیز به پایان رساند.

## پیون. به بیرون
- ژنرال‌های جنگ جهانی دوم
- افسران نیروی زمینی ایالات متحده آمریکا ۱۹۳۹–۱۹۴۵